# Giovanni Fattori
Giovanni Fattori (Livorno, 6 september 1825 - Florence, 30 augustus 1908) is een Italiaans kunstschilder en etser en een van de leiders van de groep die bekend staat als de Macchiaioli. Aanvankelijk schilderde hij historische thema's en militaire onderwerpen. In zijn middenjaren werd hij geïnspireerd door de School van Barbizon en schilderde hij en plein air landschappen en scenes van het militaire leven. Vanaf 1884 besteedde hij veel tijd aan het etsen.

## Biografie
Opleiding

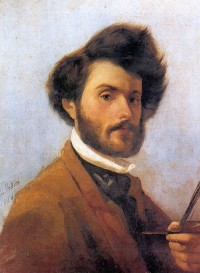
Zelfportret

In 1845 begon Fattori met tekenen en schilderen als leerling van Giuseppe Baldini en later in Florence bij Giuseppe Bezzuoli. Vervolgens meldde hij zich aan bij de Accademia di Belle Arti (Florence). Hij onderbrak zijn opleiding in 1848 om deel te nemen aan politiek activisme en pamfletten te verspreiden voor de democratische anti-Oostenrijkse beweging. Zijn familie belette hem uiteindelijk om in het leger te gaan en in 1850 keerde hij weer terug aan de Accademia.
Vroege schilderijen (tot 1860)

Fattori's ontwikkeling als volwassen schilder verliep bijzonder traag. Van zijn eerste schilderijen zijn er maar weinig bewaard gebleven en ze omvatten voornamelijk portretten en een paar historische scenes. In 1853-54 bestudeerde hij samen met de Turijnse kunstenaar Andrea Gastaldi het realisme en begon hij waarschijnlijk toen ook met het schilderen van landschappen. Een andere kunstenaar, Enrico Pollastrini (ook een leerling van Bezzuoli), introduceerde hem in de stijl van Jean-Auguste-Dominique Ingres. Vanaf de vroege jaren vijftig begon Fattori het Caffè Michelangiolo te bezoeken, een ontmoetingsplaats van kunstenaars die levendig discussieerde over politiek en nieuwe trends binnen de kunst. 
In 1859 ontmoette Fattori de Romeinse landschapsschilder Giovanni Costa en raakte met hem bevriend. Onder zijn invloed raakte Fattori geïnspireerd om zijn landschappen en het hedendaagse leven en plein air te schilderen. Costa bewoog hem ook om zich aan te sluiten bij de Macchiaioli. Een groep van voornamelijk Toscaanse schilders waarvan de methoden en doelen enigszins vergelijkbaar waren met die van de impressionisten. 
n 1859 won hij de competitie voor een patriottische strijdscène, georganiseerd door de Concorso Ricasoli (nationale competitie georganiseerd door de regering van Bettino Ricasoli ) met zijn schilderij Dopo la battaglia di Magenta (Na de Slag om Magenta ) (voltooid in 1860-61) . De financiële beloning stond hem toe om Settimia Vannucci in juli 1859 te trouwen en zich in Florence te vestigen.
Schilderijen uit de middenjaren (1861-1883)

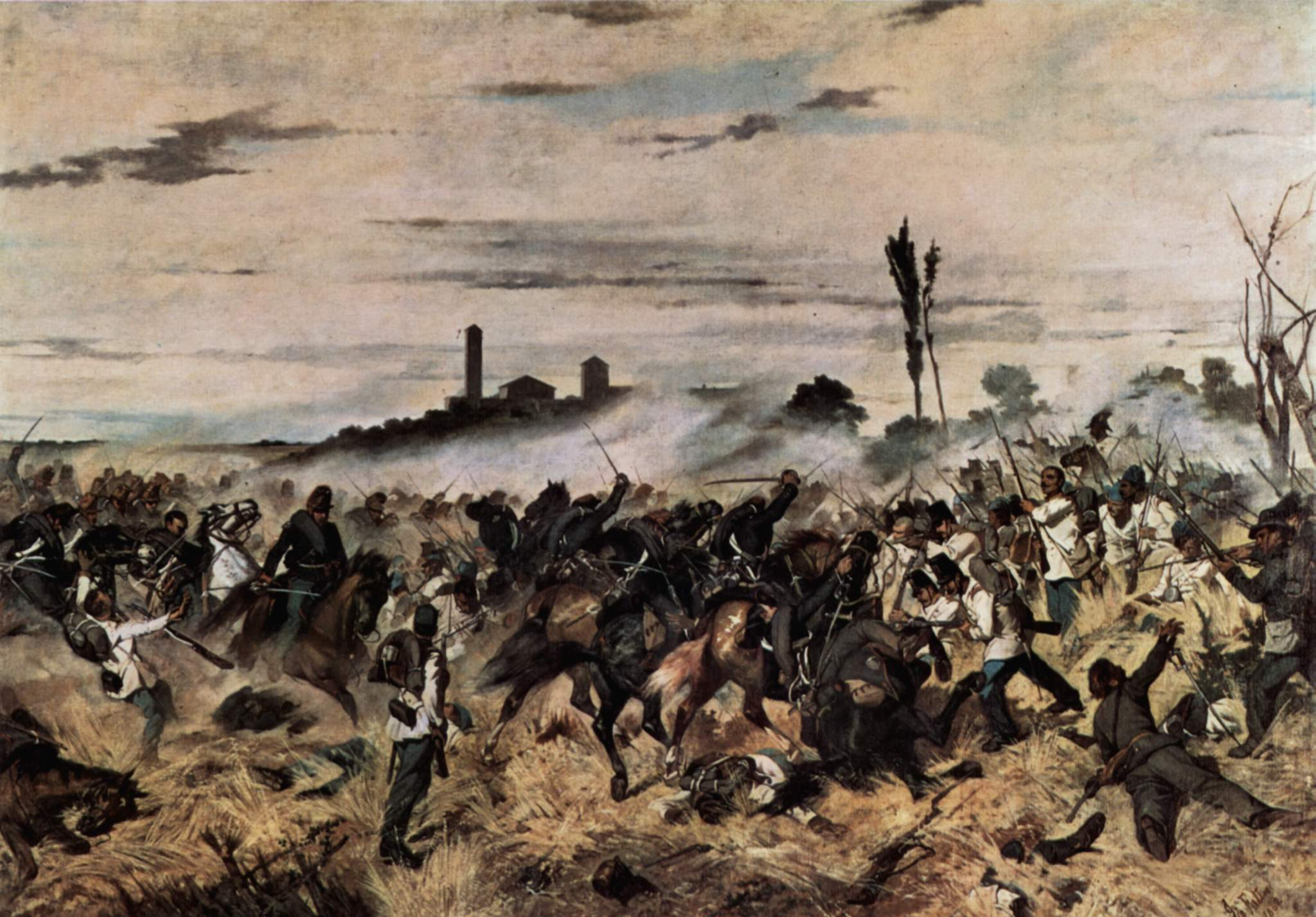
De bestorming van de Madonna della Scoperta (1862)

In de periode 1861–67 verbleef hij hoofdzakelijk in Livorno, om zijn vrouw te verzorgen die tuberculose had opgelopen. In deze periode schilderde hij boeren, thema's uit het plattelandsleven en ook enkele portretten, zoals het portret van Argia, zijn schoonzus. In deze werken demonstreerde hij zijn beheersing van de macchia- techniek, natuurlijk licht en schaduw met hun contrasterende gebieden met brede kleuren, waaruit de vormende invloed van Giovanni Costa blijkt. Eind 1866 verhuisde Fattori naar een nieuw en groter atelier in Florence, met name om zijn grotere historische doeken te huisvesten. In 1867 overleed zijn vrouw, in totaal zou Fattori hierna nog twee keer trouwen.
Fattori ontving een prijs op de Parma- tentoonstelling van 1870 voor zijn strijdtoneel Prins Amadeo Feritio in Custoza . Op een reis naar Rome in 1872 maakte hij studies voor Paardenmarkt in Terracina ( schilderij vernietigd ) waarvoor hij een bronzen medaille ontving op de Wereldtentoonstelling van Wenen in 1873 en opnieuw op de Philadelphia World's Fair in 1876.
In 1875 bezocht Fattori Parijs en was hij voornamelijk onder de indruk van het werk van de kunstenaars van de School van Barbizon en kreeg hij een diepe bewondering voor Édouard Manet en Jean-Baptiste Corot. 
Vanaf 1869 begon Fattori ook met het geven van prive-lessen  en gaf hij twee keer per week les aan de Accademia di Belle Arti. Onder zijn studenten waren o.a. Plinio Nomellini en Amedeo Modigliani. In deze periode kwam Fattori in financiele moeilijkheden en kon hij zijn belastingen niet betalen. Zijn eigendommen in Florence werden in beslag genomen.
In de jaren tachtig schilderde Fattori voornamelijk landelijke thema's zoals paarden en vee. Sommige van die schilderijen werden in 1887 tentoongesteld in de Esposizione Nazionale in Venetië, zoals De rust (rode kar).
Laatste schilderijen en etsen (1884-1908)

Vanaf 1884 begon hij met het produceren van een aanzienlijk aantal etsen. Een aantal van deze etsen werden in 1888 verworven door de Galleria Nazionale d'Arte Moderna in Rome. Zijn etsen waren innovatief in hun techniek en samenstelling. 
Fattori nam in deze periode onder andere deel aan tentoonstellingen in Keulen (1889), Milaan (Accademia di Brera, 1891), Turijn (Accademia Albertina, 1900) en Florence.
Ook  begon hij met het tekenen van illustraties, eerst voor I promessi sposi, een historische roman van Alessandro Manzoni (1895) en in 1896 illustraties voor de satirische krant Fiammetta (opgericht door zijn vriend Diego Martelli).

## Erkenning

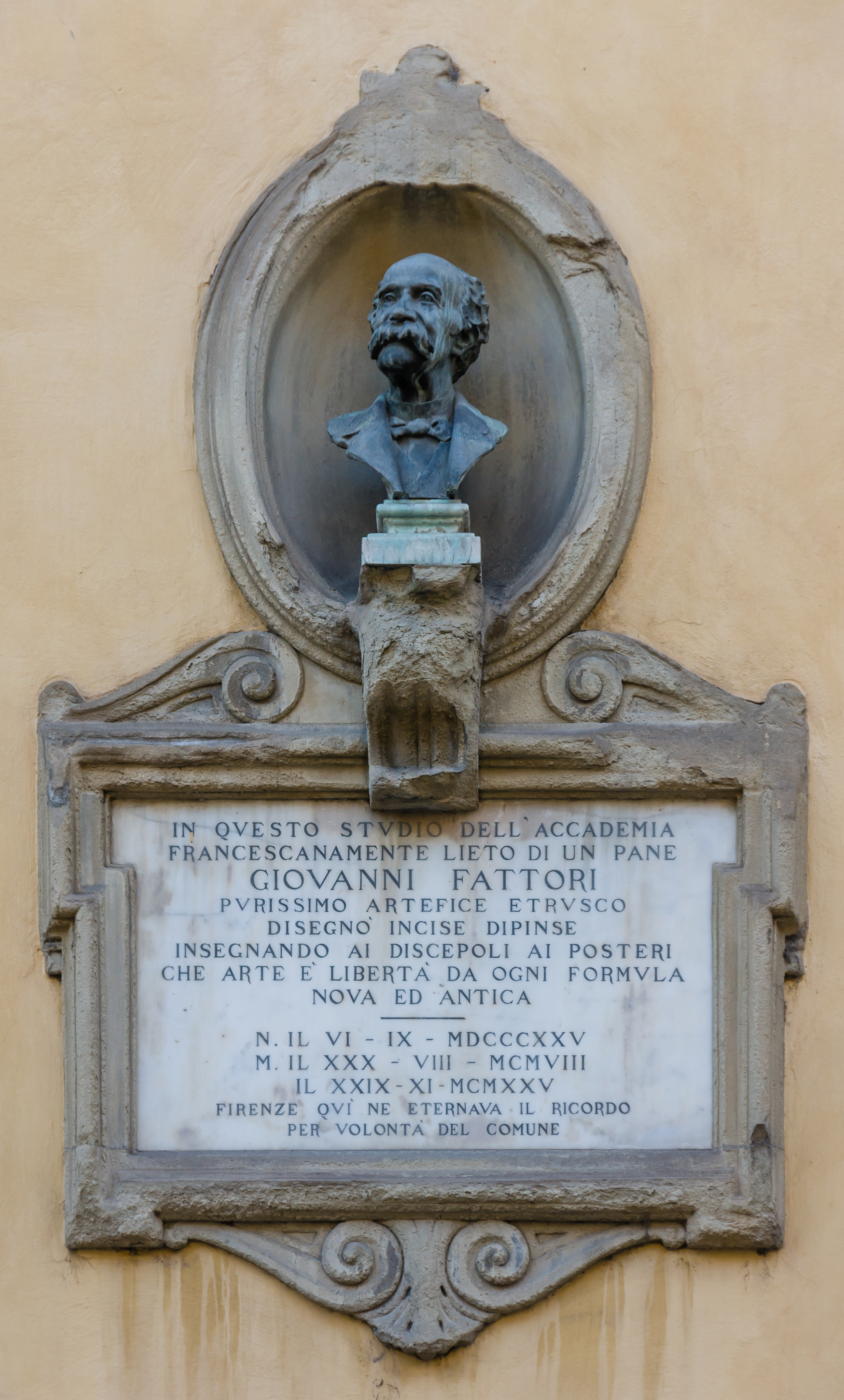
Monument voor Giovanni Fattori op de muur van de Accademia di Belle Arti di Firenze, in Via Battisti. De buste is het werk van de beeldhouwer Fosco Tricca.

Diverse musea wereldwijd beschikken over werken van Fattori, waaronder de Galleria Nazionale d'Arte Moderna in Rome, maar ook het Rijksmuseum Amsterdam. In zijn geboortestad Livorno is er een museum geheel aan hem gewijd, het Museo Giovanni Fattori. 

## Galerij

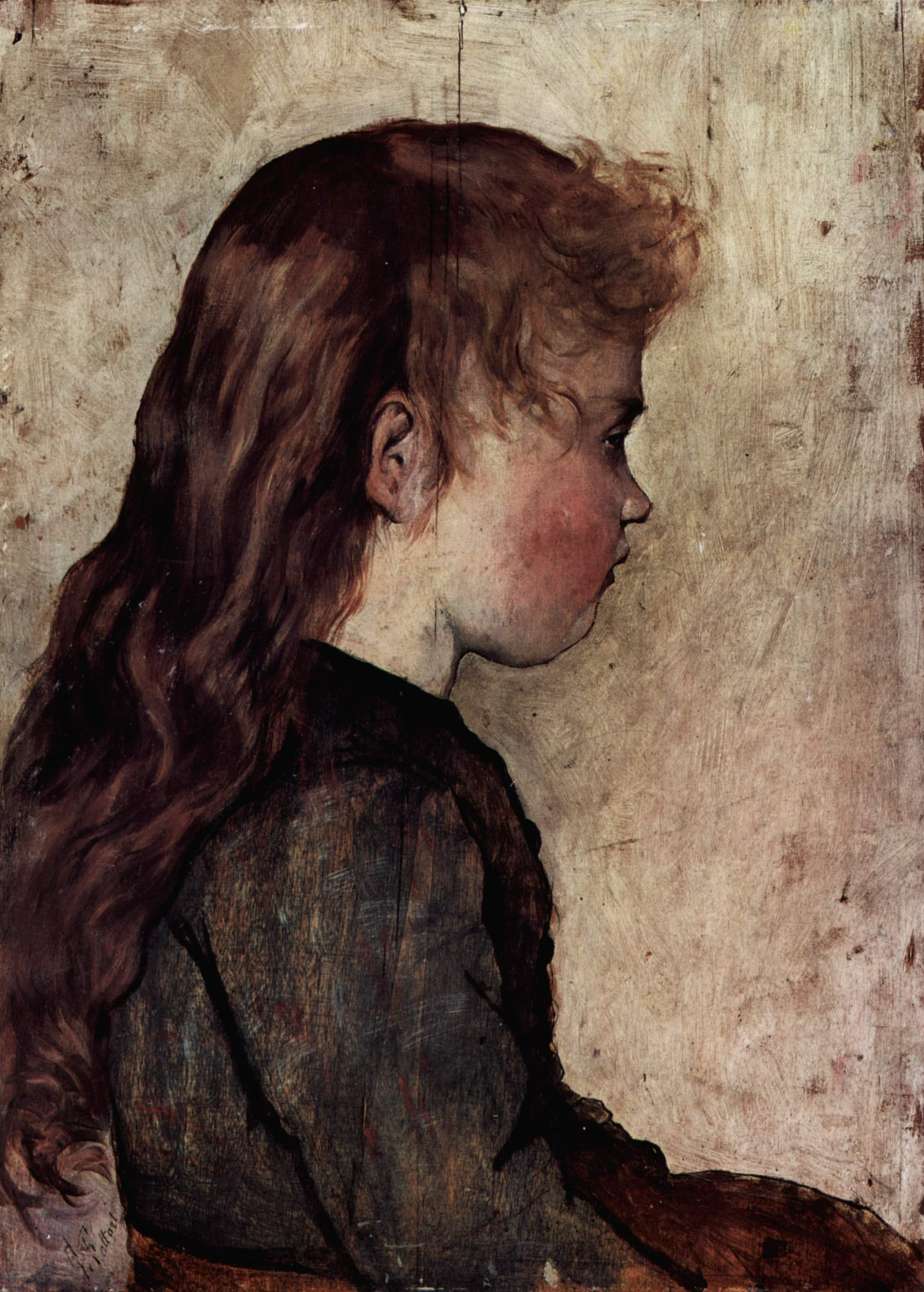
Portret van een meisje (1875-1877)
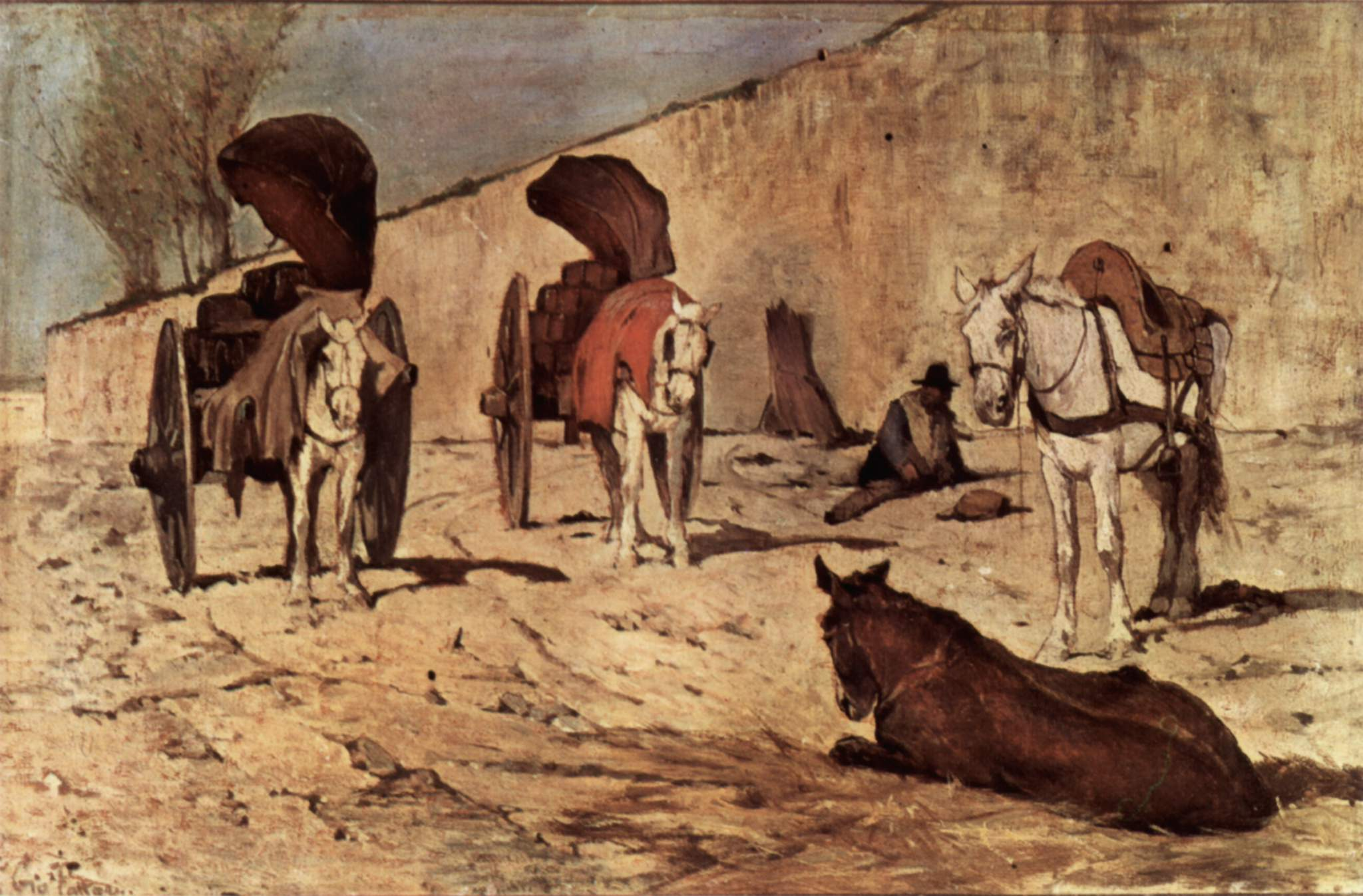
Barrocci romani (1872-1873)
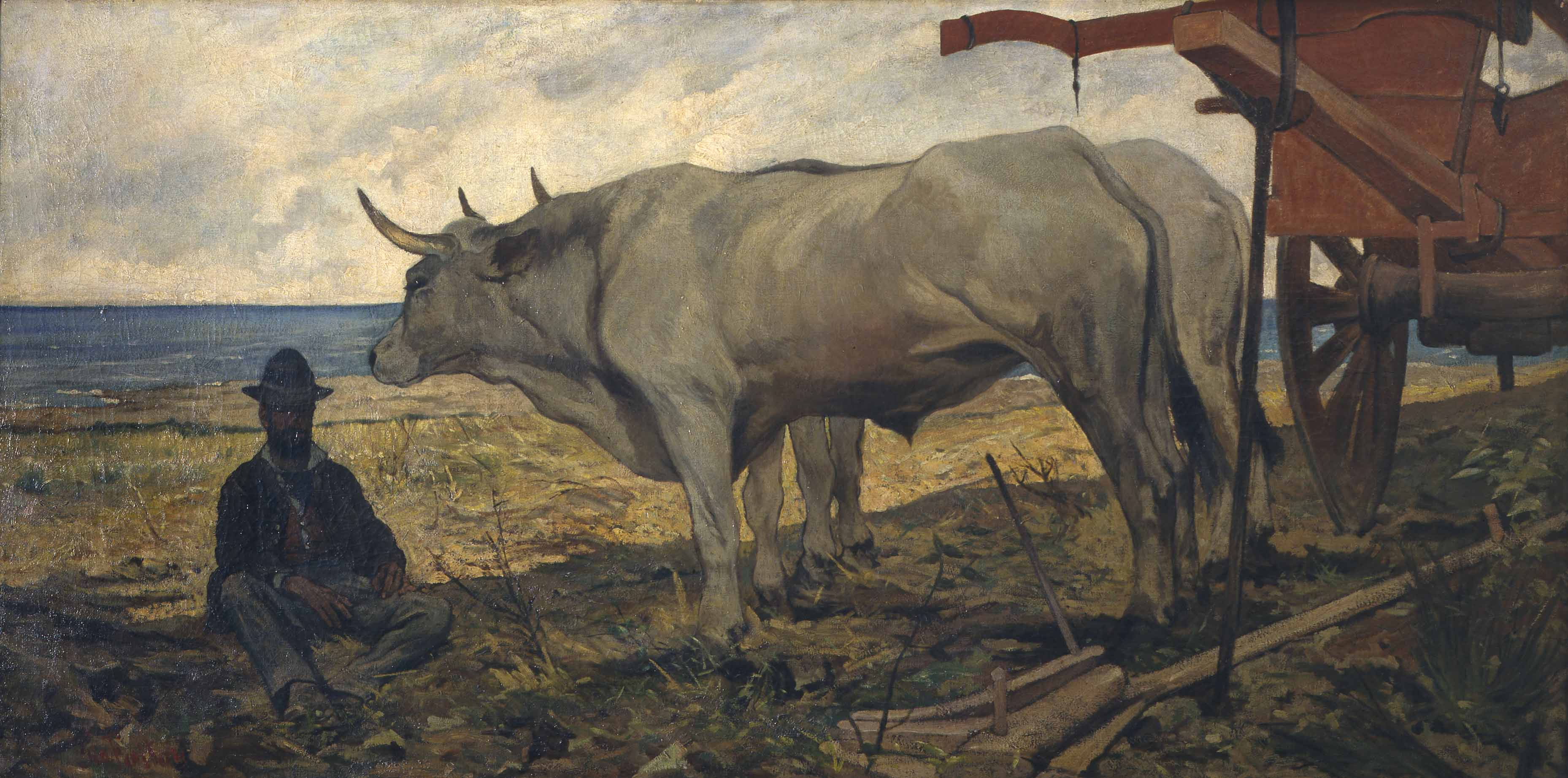
De rust (rode kar) (1887)
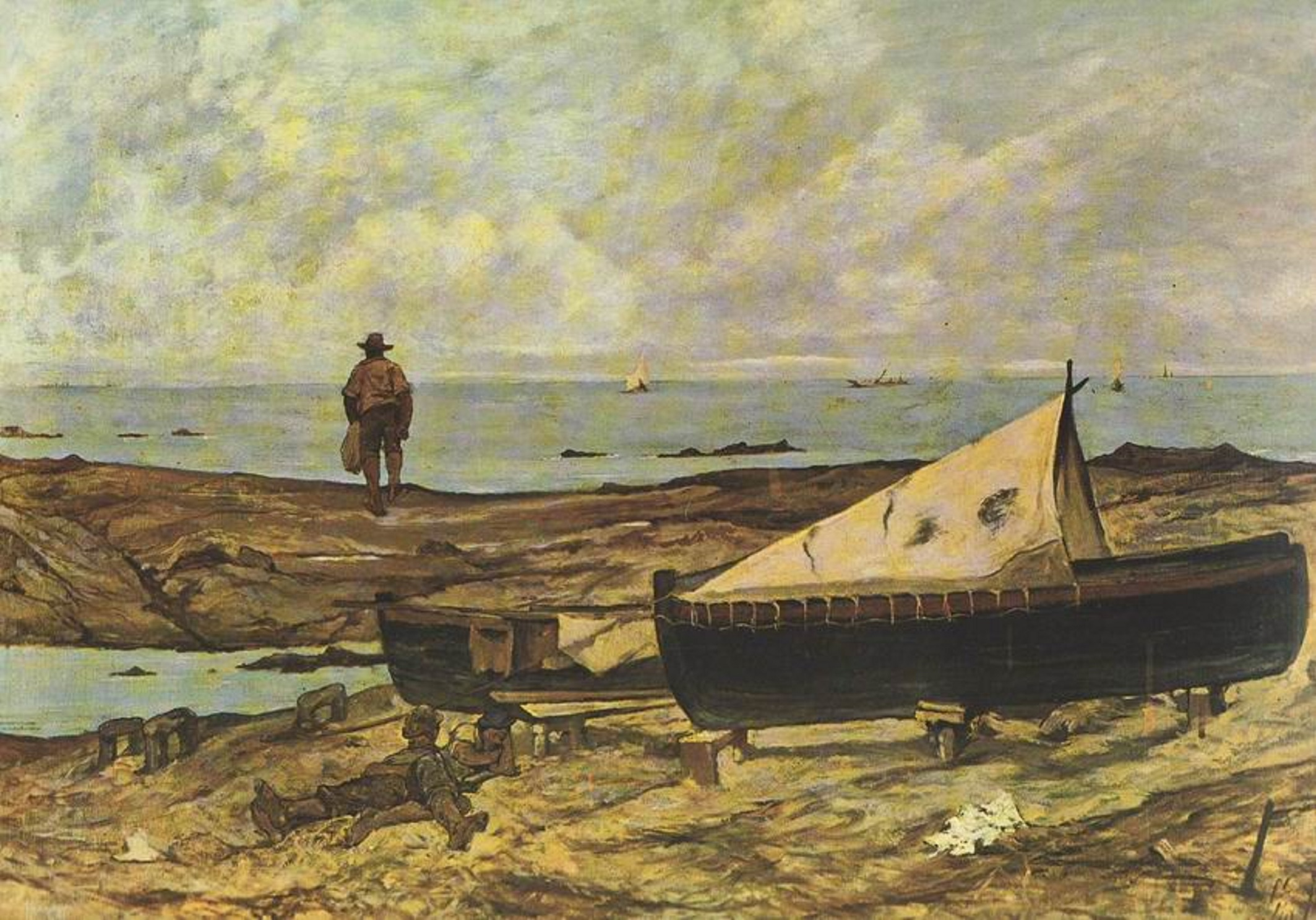
De grauwe dag (1889-1891)
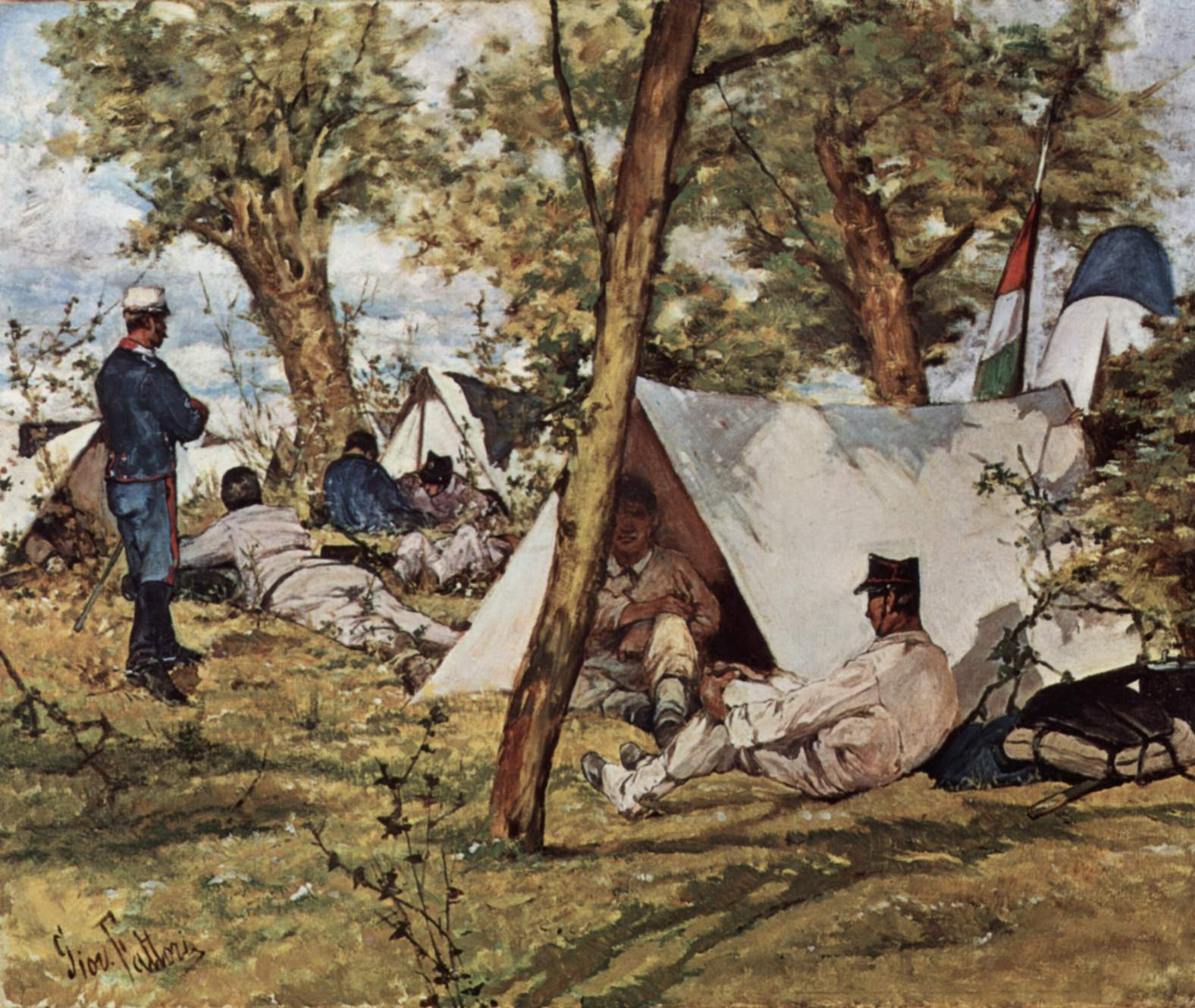
(1885-1895)

## Publicaties
- Lamberto Vitali, Giovanni Fattori, 1825-1908 : een Toscaans wegbereider van de moderne prentkunst. Rijksprentenkabinet, 1969.
- Dario Durbè, Fattori, Giovanni. Dizionario Biografico degli Italiani, 1995.

- Biblioteca Nacional de España: XX1120578
- Bibliothèque nationale de France: cb14973686n (data)
- CiNii: DA04242679
- Gemeinsame Normdatei: 118686208
- International Standard Name Identifier: 0000 0000 8094 6509
- Library of Congress Control Number: n50000339
- MusicBrainz: b178bd54-15d3-4bed-b77c-69a2725950bc
- Nationale Bibliotheek van Tsjechië: xx0147985
- Nationale bibliotheek van Australië: 35754355
- Nationale Bibliotheek van Israël: 987007261037605171
- Nationale en Universitaire bibliotheek Zagreb: 000079971
- Nederlandse Thesaurus van Auteursnamen: 070473137
- RKD-Nederlands Instituut voor Kunstgeschiedenis: 27395
- Istituto Centrale per il Catalogo Unico: CFIV030236
- SNAC: w6sj2v4c
- Système universitaire de documentation: 030402352
- Trove: 1072446
- Union List of Artist Names: 500023835
- Virtual International Authority File: 15045069
- WorldCat: E39PBJpDTVkRTPftDXWrJkgFrq